# José Manuel Calvo del Olmo
José Manuel Calvo del Olmo (Madrid, 1984) és un arquitecte espanyol, membre de Podem, regidor de l'Ajuntament de Madrid.
Nascut el 1984 a Madrid, va començar a cursar arquitectura a 2002 a la Universitat Politècnica de Madrid (UPM), es va llicenciar el 2009. Entre 2010 i 2014 va cursar el doctorat, doctorant amb la lectura de la tesi El Poblado Dirigido de Caño Roto. Dialéctica entre morfología urbana y tipología edificatoria.
Calvo, que va començar el seu activisme polític a conseqüència de les mobilitzacions del 15-M, es va integrar en el cercle de Podem de Carabanchel-Latina, va ser candidat al lloc de la llista d'Ahora Madrid per a les eleccions municipals de 2015 a Madrid. Va ser escollit regidor per a la corporació 2015-2019 de l'Ajuntament de Madrid.
Va entrar a formar part de la Junta de Govern municipal, encarregant-se de les competències d'urbanisme com a delegat de l'Àrea de Govern de Desenvolupament Urbà Sostenible de l'equip de Manuela Carmena.